# Tommaso Gasparo Fortunato Barsotti
Pour les articles homonymes, voir Barsotti.
Tommaso Gasparo Fortunato Barsotti, né le 4 septembre 1786 à Florence et mort en janvier 1868, est un pédagogue italien.

## Biographie
Né le 4 septembre 1786 à Florence, Tommaso Barsotti fonde l'École libre de musique de Marseille en 1821 qu'il dirige jusqu'en 1852. Il écrit plusieurs mélodies pour voix et piano, ainsi qu'une Méthode de musique en 1828.

## Sources
- Nicolas Slonimsky, Alain Paris et Marie-Stella Paris, Dictionnaire biographique des musiciens, R. Laffont, 1995 (ISBN 2-221-06510-7, 978-2-221-06510-5 et 2-221-06787-8, OCLC 33096600).